# Венецианский крестовый поход
Венецианский крестовый поход (1122—1124) — поход в Святую землю, предпринятый Венецианской республикой между Первым и Вторым Крестовыми походами, и окончившийся успешным захватом города Тир. Это была значимая победа в период усиления Иерусалимского королевства в царствование Балдуина II. Успешное завершение похода позволило Венеции расширить торговые связи, наладить защиту торговых путей и получить новые коммерческие привилегии.

## Подготовка
Балдуин де Бур, граф Эдессы (в 1100—1118 годах) был племянником Балдуина I Иерусалимского и, когда 1118 году его дядя умер, был коронован под именем Балдуина II Иерусалимского. В битве на Кровавом поле, состоявшейся 28 июня 1119 года в окрестностях Сарманды, франки потерпели сокрушительное поражение от мусульманского войска под командованием Иль-Гази, правителя Мардина. Впоследствии в том же году Балдуин вернул некоторые территории, однако франки были серьёзно ослаблены. Балдуин попросил помощи у папы Каликста II, который в свою очередь обратился к правителям Венецианской республики.
Условия проведения крестового похода были согласованы в ходе переговоров между представителями Балдуина II и дожей Венеции. После окончательного решения венецианцев принять участие в походе, папа Каликст II прислал им папское знамя в качестве знака одобрения и для поднятия духа. Во время Первого Латеранского собора он подтвердил, что венецианцы будут иметь все привилегии и права крестоносцев, в том числе и отпущение грехов. Церковь также распространила своё покровительство на семьи и имущество крестоносцев.
В середине 1122 года дож Венеции Доменико Микьель начал морской крестовый поход. Венецианский флот, состоящий более чем из 120 кораблей с 15 тысячами человек на борту, покинул Венецианскую лагуну 8 августа 1122 года. Это был первый раз, когда рыцари везли своих лошадей с собой.
Достигнув Ионических островов, венецианцы осадили Корфу, на тот момент владение Византийской bмперии, с которой у Венеции были нерешенные споры о торговых привилегиях. Но в 1123 году Балдуин II был захвачен в плен Балаком из Мардина, эмиром Алеппо и заточён в городе Харпут, а на время его пленения регентом в Иерусалиме стал Юсташ Гранье. Услышав эту новость, венецианцы прервали осаду Корфу и отплыли в Палестину, достигнув побережья Святой земли в мае 1123 года.

## Битва при Яффе

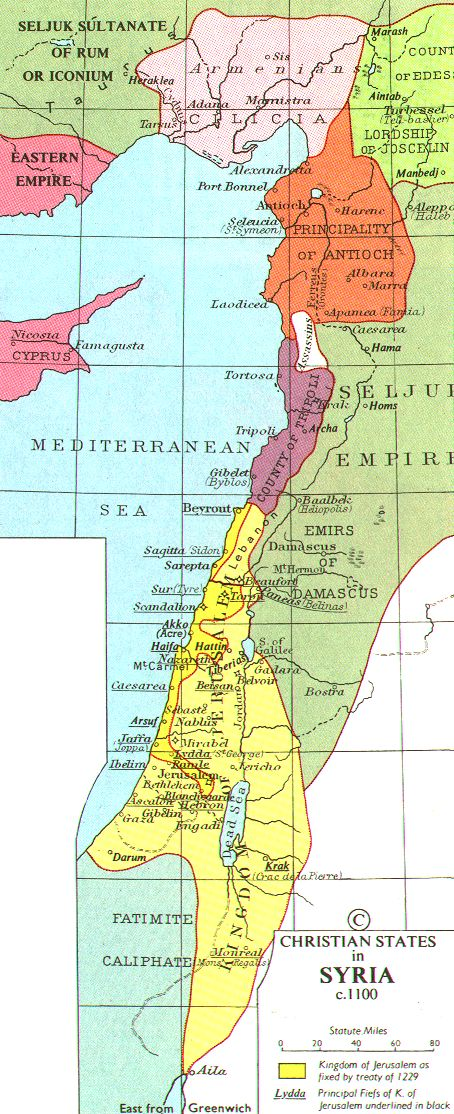
Утремер около 1100 года

Венецианский флот прибыл в Акру в конце мая 1123 года[страница не указана 1402 дня] и был извещён о флоте Фатимидов в размере около 100 кораблей, направляющемся к Аскалону[страница не указана 1402 дня] на помощь осаждённому в городе эмиру Балаку. Венецианцы отплыли на юг, наперерез мусульманам, чтобы отвлечь их[страница не указана 1402 дня]. Доменико Микьель приказал разделить флот на две части, более слабые корабли расположил впереди, а наиболее мощные спрятал позади[страница не указана 1402 дня].
Египтяне, рассчитывавшие на лёгкую победу, попали в ловушку, оказавшись зажатыми между двумя флотилиями венецианцев, численно превосходивших их. Около 4 тыс. сарацин было убито[страница не указана 1402 дня], включая адмирала Фатимидов, а также было захвачено 9 кораблей[страница не указана 1402 дня]. Помимо этого, венецианцы смогли захватить 10 торговых судов на обратном пути к Акре[страница не указана 1402 дня].
Фульхерий Шартрский (в книге III/20) и Гийом Тирский (в книге XII/22-23) описали эти события в своих хрониках.

Другие корабли последовали в спешке и почти все корабли противника вокруг пали. Завязалось ожесточенное сражение, обе стороны сражались с большой горечью, и было так много убитых, что те, кто был там, самым решительным образом могут вас заверить, как бы невероятно это не звучало, что победители пробивались погруженные в кровь врага, а море вокруг было красным от крови, стекающей с кораблей, в радиусе двух тысяч шагов. Но берега, по их словам, были так плотно усеяны трупами, выброшенными на берег морем, что воздух был отравлен и окружающая местность была заражена чумой. Битва продолжалась, человек против человека, и одна сторона наиболее горячо нападала, в то время как другая пыталась защититься. В конце концов, так или иначе, венецианцы были, с Божьей помощью, победителями.— Гийом Тирский, «История деяний в заморских землях», книга XII, главы 22-23

## Осада Тира
15 февраля 1124 года венецианцы начали осаду Тира. Портовый город Тир, ныне Леван, был частью владений дамасского атабека Тугтегина. Армию христиан возглавляли патриарх Иерусалимский и Антиохийский Вармунд, дож Венеции Понс Тулузский и Уильям де Бур, королевский констебль.
Венецианцы и франки построили осадные башни и машины, которые могли бы атаковать и разрушить городские стены. Защитники Тира соорудили приспособления для обстрела осадных башен. Во время затяжной осады, горожане начали испытывать нехватку еду и воды и им пришлось отправить посланцев за помощью. Балак, эмир Аскалона, погиб при осаде Иераполиса. Тугтегин с армией двинулся в сторону Тира, но отступил, не вступая в сражение, когда ему наперерез двинулась армия графа Понса Тулузского.
В июне 1124 года Тугтегин отправил в лагерь крестоносцев посланников для мирных переговоров. После долгих и сложных обсуждений были приняты условия капитуляции: тем, кто захочет покинуть город, будет разрешено беспрепятственно уйти, забрав с собой свои семьи и имущество. Тем жителям, которые решат остаться, сохранят их дома и имущество. Подобное решение было встречено недовольством среди крестоносцев, которые хотели разграбить город.
Тир капитулировал 29 июня 1124 года. После того, как крестоносцы вошли в город, по словам Гийома Тирского, «Они восхищались городскими укреплениями, мощностью построек, массивностью стен и высотой башен, благородной гаванью, которую было бы проблематично захватить. Они восхваляли решительную настойчивость горожан, которые, несмотря на давление ужасного голода и нехватку припасов, так долго удерживали город от сдачи. Ибо когда наши силы овладели городом, мы нашли лишь пять мер пшеницы».

## Последствия
Король Балдуин II находился в плену во время завоевания Тира, однако был освобожден в конце того же года и тут же нарушил условия своего освобождения. Он предоставил венецианцам расширенные коммерческие привилегии в Тире и этим заверил их, что они сохранят военно-морское присутствие на Латинском Востоке. Привилегии включали гарантии для сохранения и передачи прав собственности семьям венецианцев, которые потерпели кораблекрушение или погибли при осаде Тира.
Многие из горожан, покинувших Тир, отправились в Дамаск. Балдуин возобновил военные действия против Алеппо и Дамаска и обложил данью оба города. Под руководством Балдуина II Иерусалимское королевство расширилось и укрепилось.
Венецианский флот пересек Эгейское море и на пути домой разграбил греческие острова. Греки вынуждены были отказаться от всех притязаний и признать коммерческие привилегии Венецианской республики.
Тир стал частью Иерусалимского королевства. В 1187 году Салах ад-Дин осадил город, но потерпел поражение. В 1190 году в городе был похоронен император Священной римской империи Фридрих Барбаросса после своей смерти во время Третьего крестового похода.
Город оставался под влиянием крестоносцев 167 лет и впоследствии был захвачен и разрушен мамелюками в 1291 году.